# 尝粪示孝

象征《二十四孝》“尝粪忧心”故事的雕塑

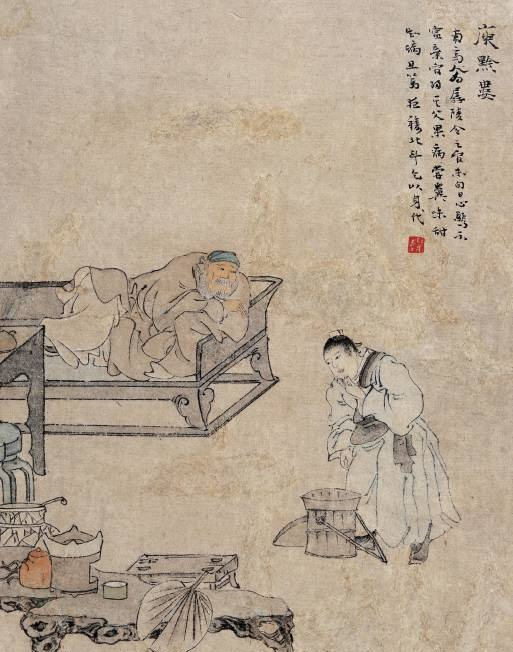
清任伯年《二十四孝图》的尝粪忧心示意图，可见孝子（图右下人物）把手放到父亲的便桶里面，然后舔着手指，品尝父亲粪便

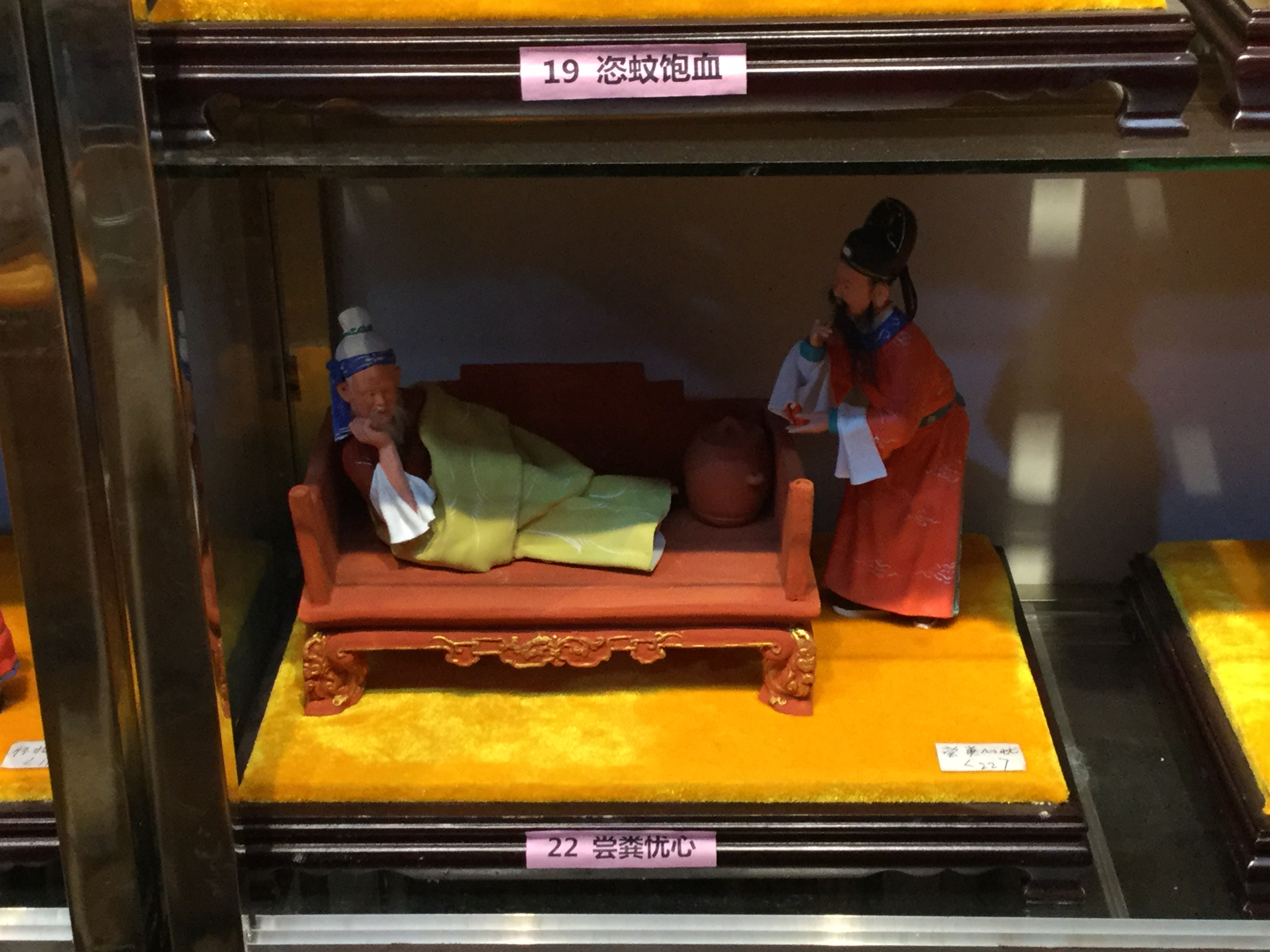
尝粪忧心，破门楼郑翁仔灯

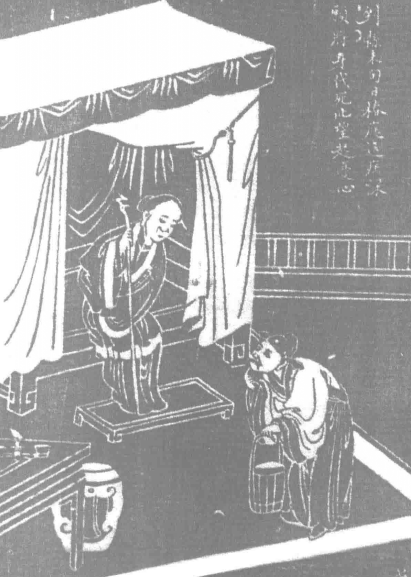
清《绵竹墨拓挂屏二十四孝图》的尝粪忧心示意图，可见孝子（图右下人物）左手提着父亲的便桶，同时舔着右手手指，品尝父亲粪便

尝粪示孝，又称尝粪、尝秽、為親嚐糞，是一种被视为可以表达孝顺的行为。有些古人在父母（后推展到其他亲人，以至丈夫）患病的时候会亲口品尝其粪便，以粪便味道判断病情，此便是尝粪示孝的具体方法。根据古籍记载，尝粪示孝最早见于南齐，这事迹亦收录于元朝故事集《二十四孝》。尝粪示孝在古籍的记载本来并不常见，不过自元朝以后突然大量增加，到清朝更是不胜枚举。尝粪示孝在古代已受到批评，并被现代人批判为不科学的愚孝行为。

## 文化背景

### 孝道文化
中国传统文化强调血缘、亲情、忠孝节义等概念，这些伦理观念可见于尝粪示孝的故事当中。从孝道的角度而言，亲口品尝父母粪便不但能够表达诚挚孝敬之心，更是关心父母身体健康的表现。古代典籍的编者经常通过记录历史来极力传播伦理思想，尝粪示孝就是其中一例，古人以记述这类故事来表达对孝道的认同。
孝道观念在宋元时期得到高度关注和大力宣传，朝廷和学者都不断极力推崇，加上民众的实践，令孝亲观念日渐浓厚，成功建构在人们的日常生活当中。因此，尝粪示孝事迹的数量在元朝以后大幅增加，到清朝更迅速攀升。在古代，尝粪示孝这种被认为体现孝道的行为会得到朝廷旌表，助长习俗形成。

### 传统医学
“品尝他人粪便以判断病情”的书面记载最早见于《吴越春秋》，此书撰于东汉，为记录春秋时期历史的史书。书中说，越王勾践被拘禁在吴国，刚巧吴王夫差染病。在谋臣范蠡的建议下，勾践决定亲口品尝夫差的粪便，然后告诉他何时康复，以博取夫差的信任，从而获释回国。不过，勾践尝粪是出于政治权谋，绝非出于孝道，与“尝粪示孝”有所差异。由于《吴越春秋》在学术界被视为历史小说而非正史，勾践尝粪一事的真实性或许值得怀疑。
关于“品尝粪便以判断病情”的起源，学术界有两种主要说法，分别为：一、起源于古印度传统医学；二、起源于中国古代宫廷医学知识。
以病人粪便味道来判断病情的诊断方法从未见于中医理论典籍。相反，古印度人认为，排泄物由食物消化而来，因此品尝病人排泄物味道有助推测其病情，例如糖尿病患者的尿液带有甜味。而且，与中国医书《本草纲目》相比，佛教医书（源自印度）和外族传入中国的医药典故都更接受食用人类粪便、或者以粪便入药，因此较大机会主张尝粪诊症。再者，《诸蕃志》记载“南毗国”（印度西南部一带）有尝粪诊症的做法，官员会品尝贵族粪便来帮助治病，进一步显示尝粪诊症见于古印度。因此，持前一种观点的学者认为，尝粪是印度传统医学的产物，随着佛教在中国兴起，尝粪诊症也跟着传入中国，并融入中国礼教，成为孝道的事例，亦成为中国医药民俗的一部分。
在《吴越春秋》勾践尝粪的记载中，范蠡建议勾践尝粪时讲过：“下臣曾经听事师说，如果病人粪便味道顺应当时节气的话，这样病人就能生存，如果粪便味道顺应农作物收成的味道，而与当时节气相反，这样病人就会死去。”当中的“事师”一词，是指官方和民间提供的教育，不过民间教育的兴起较可能发生于战国时期而非春秋时期。因此，持后一种观点的学者推论，范蠡之所以知道尝粪诊断的做法，是从一些隐秘的官方知识听来的。学者进一步推论，由于古代的宫人和侍官要负责处理贵族的粪便，他们最有可能总结出粪便味道与病情的关系，因此“品尝粪便以判断病情”是源于中国古代宫廷医学知识。

## 历代记载
已知首个品尝患病亲人粪便来判断病况的古人是南齐地方官吏庾黔娄，他吃了父亲庾易腹泻时排出的粪便，发现粪便带甜味，因此担心父亲病情危重。这个事迹发生在南齐永元初年（499年），最早载于《梁书·庾黔娄传》，后来获孝子故事集《二十四孝》收录，标题拟为“尝粪忧心”（又作“尝粪心忧”），故事内容有所删节。再下一个尝粪示孝的事迹载于《北史·田翼传》，发生于隋朝开皇年间（581至600年），讲述孝子田翼见母亲腹泻，推测她中了毒，于是亲口品尝母亲排泻出来的粪便，以助诊断。
元朝以后，尝粪示孝的事迹突然增加。元朝至少有五宗案例，《元史》就记载了尹莘、卜胜荣、杜佑、张恭四名孝子为病父或病母尝粪，《蓟县志》也记述了孝子欧俊为母尝粪。此外，元朝开始出现妻子为患病丈夫尝粪的现象，包括《元史·列女》记载的惠士玄妻王氏和费隐妻王氏。到了明朝，关于尝粪示孝的记载多不胜数，可见于《明史》以至大量各类地方志书、散文笔记、小说、野史，其中更有孝子为便秘父亲舔舐肛门以帮助排便。尝粪示孝在清朝更甚于明朝，可谓不胜枚举，各种史稿和方志都记载了大量为父母、丈夫以至其他亲人尝粪诊断的事迹，例如清代孝子刘宗洙就被时人称誉为“尝粪孝子”。
除了尝粪以外，古代还有孝子品尝母亲呕吐物的事例，记载于《隋书》。

## 《二十四孝》的记载
元代文人编录的孝子故事集《二十四孝》记载了“尝粪忧心”的故事，为全书第十六个孝子故事，内容如下：庾黔娄任官不到十天，忽然心惊流汗，于是辞官回乡，发现自己父亲已经病了两天。医生对庾黔娄说：“要知道令尊病情的严重程度，只需尝尝他的粪便就可以了。粪便苦的话，意味令尊病况乐观。” 庾黔娄便按照医生的话去做，发现父亲粪便呈甜味，感到非常忧心。到了晚上，庾黔娄跪拜北斗星，求上天让他用自己生命代替父亲去死。

## 评论
明朝文人吴宽曾经批评尝粪示孝的习俗，认为尝粪示孝是在父母患病后才体现孝心，比不上躬涤溺器（亲自清洗父母便器）这种在父母健康时行孝的做法，因此为人子女者应当效法躬涤溺器而非尝粪示孝。
文化大革命期间，中共上海市委写作组主办的杂志《学习与批判》曾经对尝粪示孝予以批评和嘲讽，认为庾黔娄为父亲尝粪后成功博取到孝子名声，全靠这样才得到接二连三的升官晋位机会，是“下流无耻”的表现，更语带讽刺地形容他“粪味之中有官味，吃小亏占了大便宜”。当代女作家宗璞曾表示反对以推广《二十四孝》作为弘扬传统文化的方法，认为《二十四孝》的不少故事都于理不合，其中就批评了尝粪忧心不但违反常理，而且有卫生上的风险。当代孝道文化研究者胡泽勇也指出，尝粪示孝是愚孝的表现，没有科学根据，应该从传统孝道剔除。现代医药著作往往视尝粪示孝为愚孝陋俗，认为这个习俗有偏激、恶心之嫌，破坏医药科学，而且有传染痢疾等疾病的医学风险。